# Jack Fountain
John Fountain (27 tháng 5 năm 1932 – tháng 8 năm 2012) là một cựu cầu thủ bóng đá người Anh thi đấu ở Football League ở vị trí wing half cho Sheffield United, Swindon Town và York City. Ông nhận án tù năm 1964 vì liên quan đến scandal cá cược gây chấn động bóng đá Anh đầu thập niên 1960.